# Chiesa di San Pietro Apostolo (Monteroni d'Arbia)
La chiesa di San Pietro Apostolo è un edificio religioso situato a Radi, nel comune di Monteroni d'Arbia.

## Storia e descrizione
Le prime menzioni della chiesa risalgono al XIII-XIV secolo.
Oggi è costituita da un piccolo edificio a navata unica con abside semicircolare, con facciata in mattoni ricostruita in stile neoromanico nel XIX secolo; è invece originale il campanile a vela.
La testimonianza più antica, all'interno, è l'altare laterale settecentesco in stucco. Dalla chiesa provengono una tavola trecentesca, ora nel Museo di Buonconvento, raffigurante il Matrimonio mistico di Santa Caterina d'Alessandria e i Santi Giacomo e Antonio Abate, attribuita al Maestro di Sant'Ivo; e la Madonna della Stella, dipinta da Amos Cassioli nel 1868 su commissione del marchese Alessandro Bichi Ruspoli, proprietario della fattoria di Radi, ora al Museo Cassioli di Asciano.